# Sapekhburto K'lubi Dinamo Tbilisi 2012-2013
Questa voce raccoglie le informazioni riguardanti il Sapekhburto K'lubi Dinamo Tbilisi nelle competizioni ufficiali della stagione 2012-2013.

## Stagione
Nella stagione 2012-2013 la Dinamo Tbilisi ha disputato la Umaglesi Liga, massima serie del campionato georgiano di calcio, terminando il torneo al primo posto con 78 punti conquistati in 32 giornate, frutto di 24 vittorie, 6 pareggi e 2 sconfitte, vincendo il campionato per la quattordicesima volta nella sua storia. In Sakartvelos tasi è sceso in campo sin dal primo turno, raggiungendo la finale del torneo e sconfiggendo per 3-1 il Chikhura Sachkhere e vincendo il torneo per la decima volta nella sua storia.

## Rosa
| N. |                    | Ruolo | Calciatore              |
| -- | ------------------ | ----- | ----------------------- |
| 1  | Georgia (bandiera) | P     | Konstantine Sepiashvili |
| 3  | Georgia (bandiera) | D     | Otar Khizaneishvili     |
| 4  | Spagna (bandiera)  | D     | Ustaritz                |
| 6  | Georgia (bandiera) | D     | Givi K'varatskhelia     |
| 7  | Georgia (bandiera) | C     | Giorgi Seturidze        |
| 8  | Georgia (bandiera) | C     | Levan Khmaladze         |
| 9  | Georgia (bandiera) | C     | Irakli Lekvtadze        |
| 10 | Georgia (bandiera) | C     | Giorgi Merebashvili     |
| 11 | Spagna (bandiera)  | C     | Mikel Álvaro            |
| 12 | Georgia (bandiera) | A     | Jaba Dvali              |
| 14 | Georgia (bandiera) | C     | Lasha Parunashvili      |
| 15 | Georgia (bandiera) | D     | Davit Khocholava        |
| 16 | Georgia (bandiera) | D     | Archil Tvildiani        |
| 17 | Georgia (bandiera) | C     | Jambul Jighauri         |
| 19 | Spagna (bandiera)  | A     | Albert Yagüe            |
| 20 | Brasile (bandiera) | A     | Robertinho              |
| 21 | Spagna (bandiera)  | A     | Carles Coto             |

| N. |                               | Ruolo | Calciatore              |
| -- | ----------------------------- | ----- | ----------------------- |
| 23 | Georgia (bandiera)            | D     | Giorgi Rekhviashvili    |
| 24 | Georgia (bandiera)            | D     | Levan Kakubava          |
| 25 | Georgia (bandiera)            | P     | Tornike Zarkua          |
| 26 | Georgia (bandiera)            | C     | Giorgi Papava           |
| 27 | Estonia (bandiera)            | A     | Vladimir Voskoboinikov  |
| 29 | Slovacchia (bandiera)         | C     | Peter Grajciar          |
| 28 | Spagna (bandiera)             | A     | Xisco                   |
| 29 | Germania (bandiera)           | C     | Patrick Milchraum       |
| 30 | Georgia (bandiera)            | C     | Giorgi Gvelesiani       |
| 32 | Macedonia del Nord (bandiera) | C     | Darko Glišić            |
| 33 | Georgia (bandiera)            | C     | Giorgi Tekturmanidze    |
| 37 | Georgia (bandiera)            | D     | Giorgi Shashiashvili    |
| 77 | Georgia (bandiera)            | P     | Giorgi Loria            |
| 88 | Georgia (bandiera)            | C     | Irakli Dzaria           |
|    | Senegal (bandiera)            | D     | Emmanuel Mendy          |
|    | Georgia (bandiera)            | A     | Dimit'ri T'at'anashvili |

## Risultati

### Sakartvelos tasi

#### Finale
| Arbitro: | Lasha Silagava |

|                                           |           |              |
| Merebashvili 58’ Khmaladze 63’ Dzaria 74’ | Marcatori | 90+4’ Sajaia |

## Statistiche

### Statistiche di squadra
| Competizione     | Punti | In casa | In casa | In casa | In casa | In casa | In casa | In trasferta | In trasferta | In trasferta | In trasferta | In trasferta | In trasferta | Totale | Totale | Totale | Totale | Totale | Totale | DR  |
| Competizione     | Punti | G       | V       | N       | P       | Gf      | Gs      | G            | V            | N            | P            | Gf           | Gs           | G      | V      | N      | P      | Gf     | Gs     | DR  |
| ---------------- | ----- | ------- | ------- | ------- | ------- | ------- | ------- | ------------ | ------------ | ------------ | ------------ | ------------ | ------------ | ------ | ------ | ------ | ------ | ------ | ------ | --- |
| Umaglesi Liga    | 78    | 16      | 15      | 1       | 0       | 59      | 12      | 16           | 9            | 5            | 2            | 29           | 11           | 32     | 24     | 6      | 2      | 88     | 23     | +65 |
| Sakartvelos tasi | -     | 4       | 3       | 1       | 0       | 14      | 0       | 4            | 3            | 0            | 1            | 12           | 5            | 9      | 7      | 1      | 1      | 29     | 6      | +23 |
| Totale           | -     | 20      | 18      | 2       | 0       | 73      | 12      | 20           | 12           | 5            | 3            | 41           | 16           | 41     | 31     | 7      | 3      | 117    | 29     | +88 |